# 福岡市立三宅小学校
福岡市立三宅小学校（ふくおかしりつ みやけしょうがっこう）は、福岡県福岡市南区三宅2丁目23番1号にある公立小学校。

## 歴史
- 明治8年（1875年）5月3日 - 塩原村1228番地に盈進小学校が開校
- 明治12年（1879年） - 盈進小学校が塩原尋常小学校と改称
- 明治21年（1888年） - 塩原尋常小学校を三宅尋常小学校と改称
- 明治26年（1893年） - 大字三宅185番地に移転
- 明治37年（1904年） - 井尻高等小学校を併合して三宅尋常高等小学校と改称
- 明治44年（1911年） - 現在地に移転
- 大正15年（1926年） - 屋形原尋常小学校を福岡市に編入
- 昭和16年（1941年） - 三宅国民学校と改称
- 昭和22年（1947年） - 福岡市立三宅小学校と改称
- 昭和40年（1965年） - 老司分校設置
- 昭和41年（1966年） - 福岡市立老司小学校を分離
- 昭和56年（1981年） - 福岡市立野多目小学校を分離

## 通学区域
南区大橋（1丁目9番、10番、11番(3号~11号)、 25番(6号~11号)、27番(1号~18号、 21号~25号)、2丁目9番~29番、3丁目、4丁目1番~13番、14番(7号~12 号)、16番）、若久 （6丁目59番(1号~10号、17号~24 号)、61番(15号~19号)、62番(8号~ 27号)、66番~71番(1号~20号、28号 ~36号)、72番~76番）、塩原（4丁目30番）、和田（3丁目、4丁目）、三宅（1丁目1番~7番、8番(1号~12号、38 号、39号)、9番~21番、22番(1号~19 号、27号、28号)、23番~28番、2丁目、3丁目）。

## 中学校区
福岡市立野多目小学校とともに福岡市立三宅中学校の校区を構成している。

## 著名な出身者
- 甲斐よしひろ（ミュージシャン）
- 小林よしのり（漫画家）